# Bernache nonnette
Pour les articles homonymes, voir Bernache.
Branta leucopsis
Espèce
Statut de conservation UICN

 LC  : Préoccupation mineure
La bernache nonnette (Branta leucopsis) est une espèce de palmipèdes appartenant à la famille des Anatidae et à la sous-famille des Anserinae.

## Description

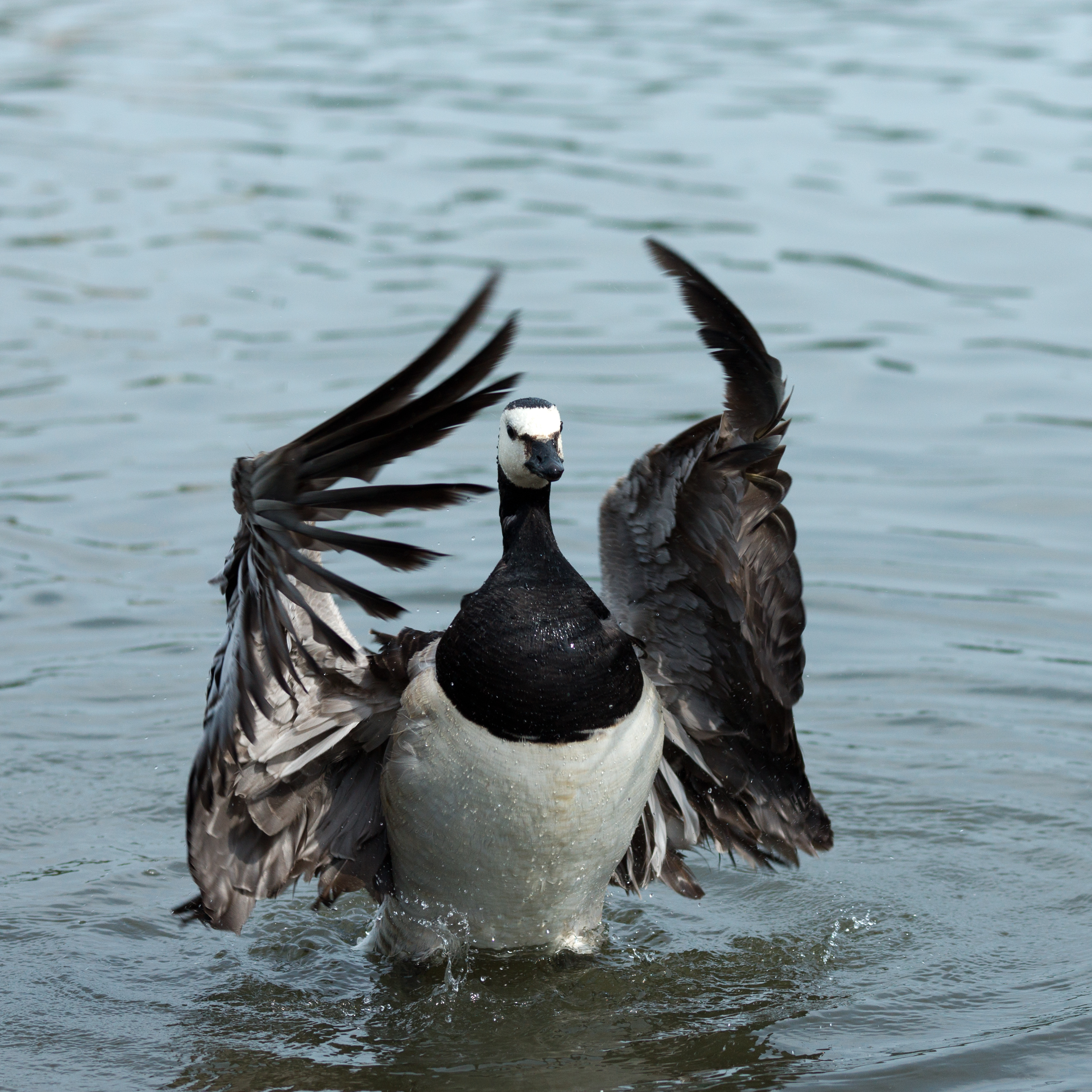

La bernache nonnette mesure entre 58 et 71 cm de longueur et de 120 à 142 cm d'envergure, le dessus de sa tête, son cou et sa poitrine noirs contrastent avec son corps gris. Elle tire son nom du plumage noir qui lui enserre la tête comme un voile de religieuse. Le bec et les pattes sont noirs.

## Habitat
- zone de reproduction (été)
- zone d'hivernage
- population synanthrope (et non migratoire)

- Routes migratoires :

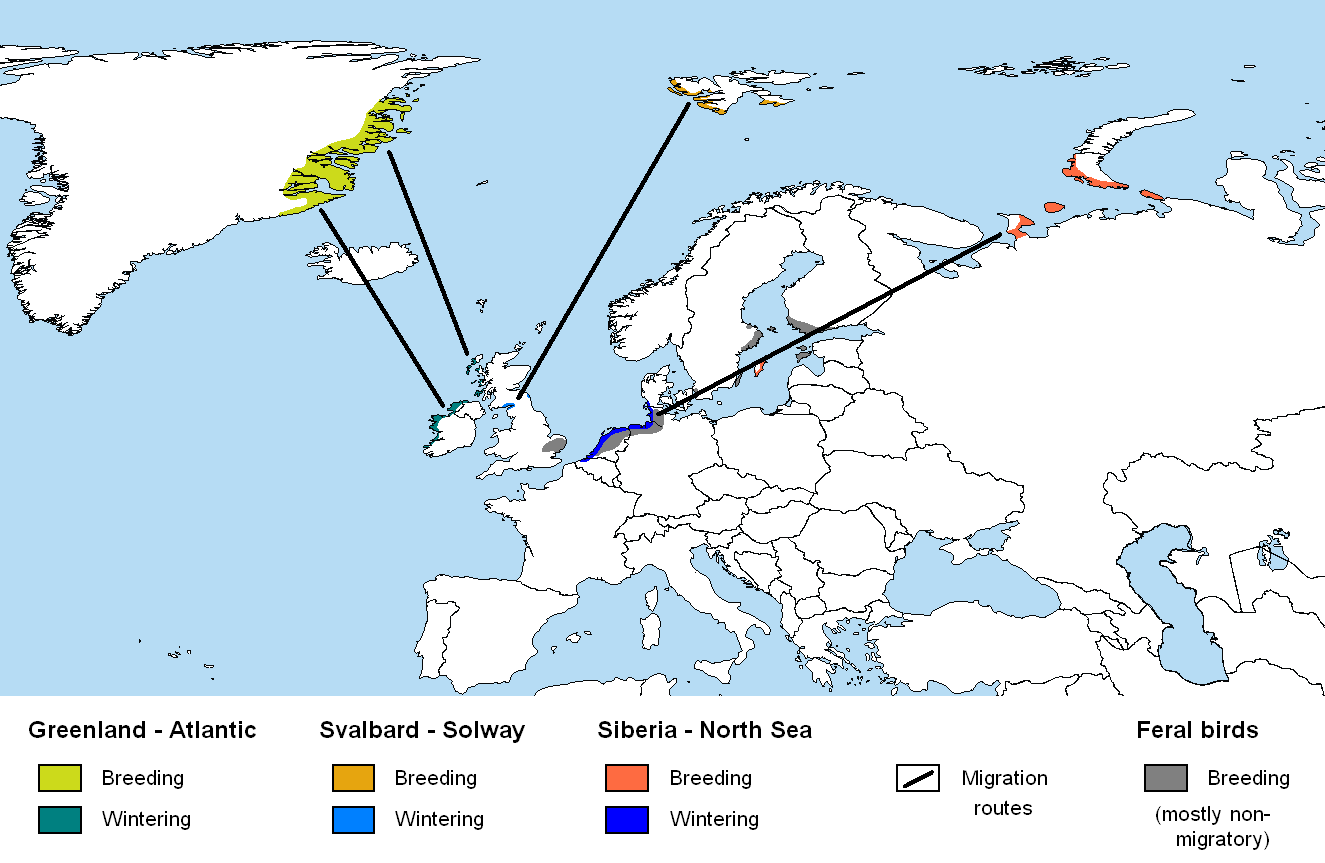
Répartition géographique
zone de reproduction (été)
zone d'hivernage
population synanthrope (et non migratoire)
Groenland - Atlantique
Svalbard - Solway
Sibérie - Mer du Nord

Elle niche traditionnellement dans la toundra des îles arctiques et du Groenland, à Svalbard, en Nouvelle-Zemble et autour de la Mer Baltique. Depuis le début du siècle le nombre de colonies nichant en Finlande, y compris dans la capitale Helsinki, n'a cessé d'augmenter. En hiver, elle migre en Grande-Bretagne, en Allemagne et aux Pays-Bas. La présence de la bernache nonnette est accidentelle en France sauf durant les hivers rigoureux (vue sur le lac d'Annecy en mars 2021).

## Biologie

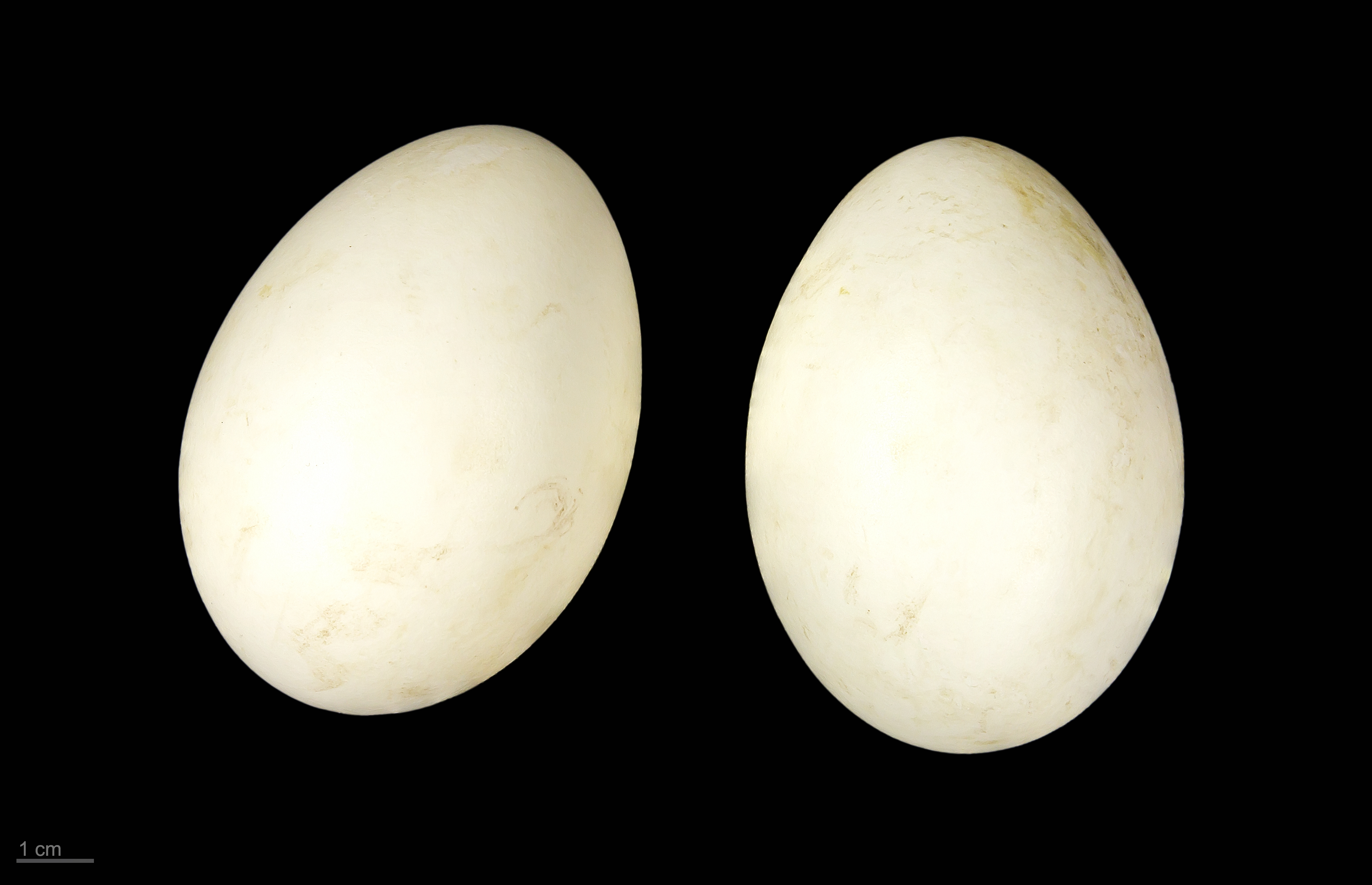
Branta leucopsis - MHNT

La reproduction a lieu au mois de mai, dans un nid souvent placé sur une falaise rocheuse. Cet habitat force ses petits à se jeter dans d'impressionnants sauts dans le vide sans même avoir maîtrisé le vol. Parfois la bernache nonnette niche près du faucon gerfaut qui éloigne les prédateurs terrestres. Le départ en migration a lieu au mois de septembre. L'espèce est très grégaire et se rencontre en grandes troupes sur les aires d'hivernage.

## Alimentation
Son alimentation est principalement constituée d'herbes, notamment les herbes poussant près de la côte. En hiver, lorsque les herbes se font rares, elle peut se nourrir d'algues, de crustacés ou d'insectes aquatiques, et peut également aller chercher des herbes qui se trouvent un peu éloignées de la côte.

## Populations

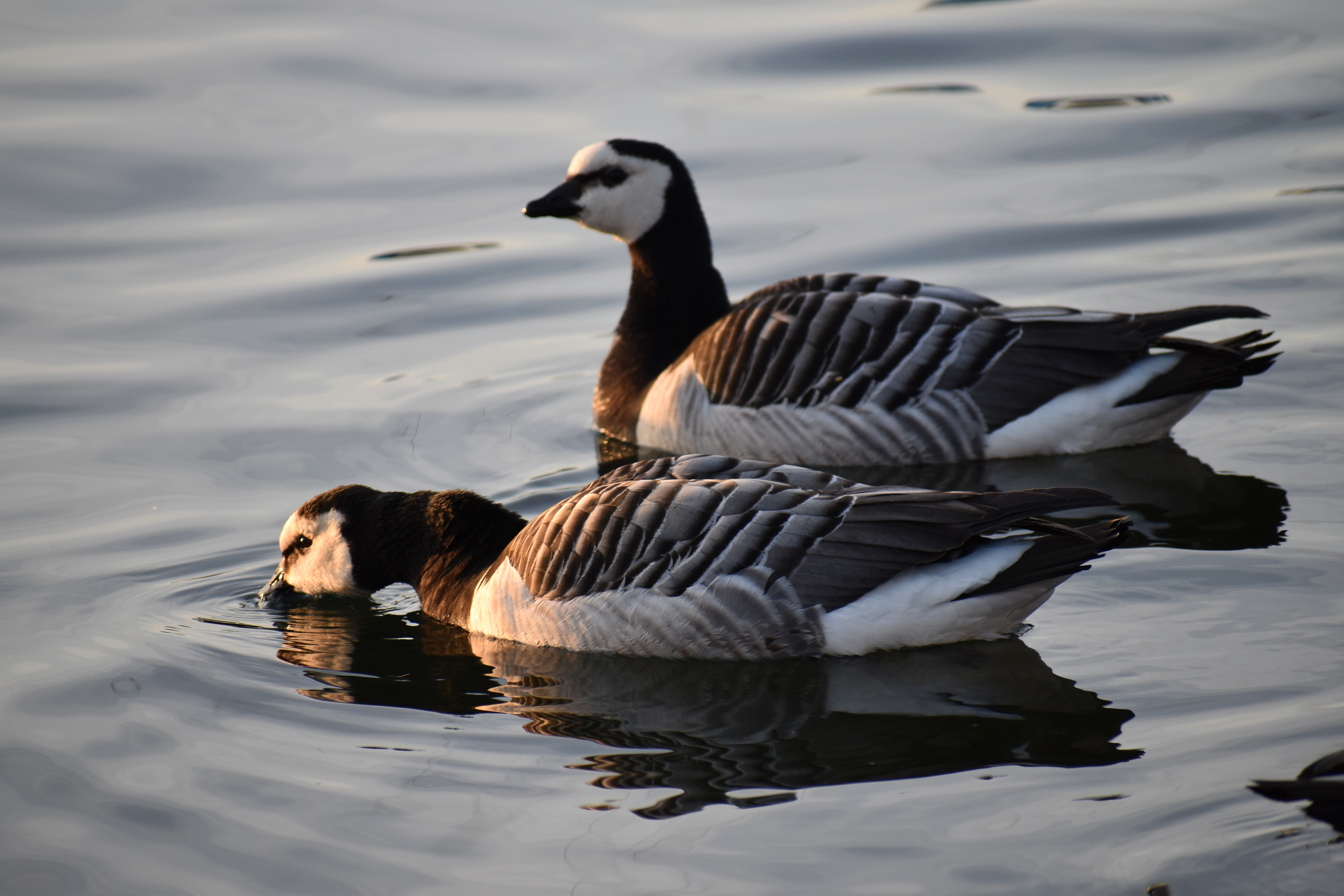

La population est estimée à 440 000 individus, donc l'espèce n'est pas menacée.

## Protection en France
La bernache nonnette bénéficie d'une protection totale sur le territoire français depuis l'arrêté ministériel du 17 avril 1981 relatif aux oiseaux protégés sur l'ensemble du territoire. Il est donc interdit de la détruire, la mutiler, la capturer ou l'enlever, de la perturber intentionnellement ou de la naturaliser, ainsi que de détruire ou enlever les œufs et les nids, et de détruire, altérer ou dégrader son milieu. Qu'elle soit vivante ou morte, il est aussi interdit de la transporter, colporter, de l'utiliser, de la détenir, de la vendre ou de l'acheter.
Depuis 2006, ces interdictions ne s'appliquent plus aux sujets nés et élevés en captivité pour rendre la réglementation française conforme au droit européen. La détention, l'achat, la vente des sujets nés en captivité sont donc libres sous réserve de pouvoir prouver leur origine.